# HMS Burnet (K348)
HMS Burnet (K348) je bila korveta izboljšanega razreda Flower, ki je med drugo svetovno vojno plula pod zastavo Kraljeve vojne mornarice.

## Zgodovina
15. maja 1945 je bila korveta predana Britanski Indiji, kjer so jo preimenovali v HMIS Gondwana (K348). 17. maja 1945 je bila vrnjena Kraljevi vojni mornarici, ki jo je 15. maja 1947 predala Kraljevi tajski vojni mornarici, kjer so jo preimenovali v HTMS Bangpakong.